# Aleksandr Kobrin

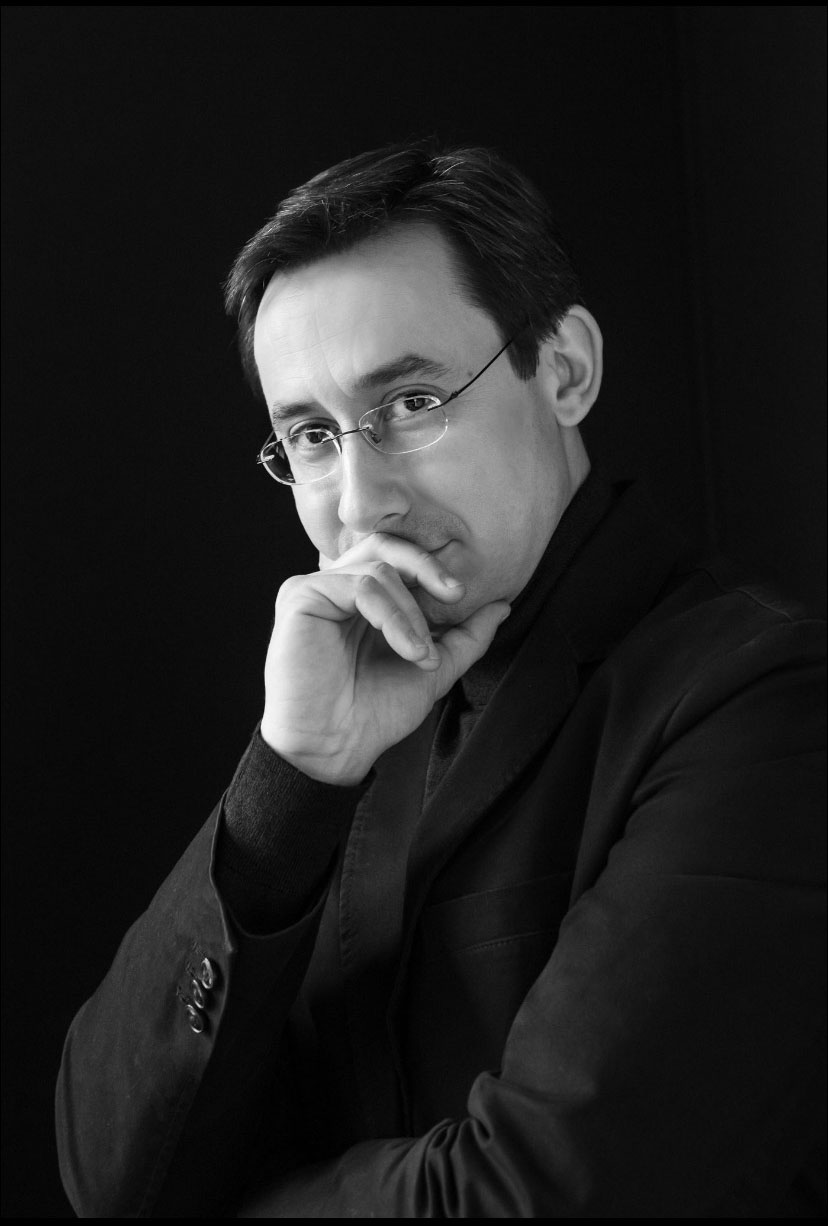
Aleksandr Kobrin

Aleksandr Jevgenevitsj Kobrin (Russisch: Александр Евгеньевич Кобрин) (Moskou, 20 maart 1980) is een Russische pianist.
Toen hij vijf jaar oud was, startte Kobrin met lessen bij de Gnessin Staatsacademie voor Muziek in Moskou waar zijn voornaamste leraar Tatiana Zelikman was. Toen hij achttien jaar werd, schreef hij zich in bij het Moskou Conservatorium, als student van de legendarische leraar Lev Naumov; hij studeerde daar ook af.
Als tiener won Kobrin diverse pianowedstrijden voor jongeren; zijn eerste ‘volwassen’ wedstrijd, de Glasgow International Piano Competition won hij toen hij achttien was. In het volgende jaar (1999) won hij de Busoniwedstrijd, nadat de eerste prijs hiervan al verscheidene jaren niet meer was uitgereikt, omdat de uitvoeringen van de deelnemers niet waardig genoeg werden beschouwd om dat te doen. In 2000 won Yundi Li, terwijl Kobrin derde was bij het Internationaal Frederick Chopin Piano Concours in Warschau. Li vertelt dat een van zijn favoriete momenten van de wedstrijd tijdens de uitreikingsceremonie plaatsvond toen Kobrin hem optilde ter viering van zijn overwinning. Later deelde Kobrin de tweede prijs van het International pianoconcours Hamamatsu: er werd geen eerste prijs uitgereikt.
In juni 2005 won hij de Van Cliburn International Piano Competition in Fort Worth.
Zelfs voor zijn Van Cliburn overwinning had Kobrin een uitgebreid schema van optredens in Europa en Azië. Hij trad op met de Moskou Virtuosi, het Orchestre de la Suisse Romande, het Virtuosi Salzburg Kamerorkest, het Moskou Staats Symfonie Orkest, het Rio de Janeiro Symfonisch Orkest, het English Chamber Orchestra, en de symfonie-orkesten van Osaka en Tokio.
Kobrin is speciaal geïnteresseerd in de muziek uit de romantische periode. Hij heeft een cd opgenomen uitsluitend met composities van Chopin, en een cd met sommige van zijn uitvoeringen tijdens de Van Cliburn wedstrijd. Tegenwoordig geeft hij les aan de Gnessin Staatsacademie voor Muziek in Moskou en wanneer hij niet op tournee is, verdeelt hij zijn tijd tussen Moskou en Fort Worth.
- Bibliothèque nationale de France: cb150536217 (data)
- CiNii: DA15372621
- Gemeinsame Normdatei: 1147114900
- International Standard Name Identifier: 0000 0000 8356 3335
- Library of Congress Control Number: no2006051783
- MusicBrainz: 8c5d89d3-1f1d-45ad-8dc9-6501ef689d6e
- Système universitaire de documentation: 167911821
- Virtual International Authority File: 10133639
- WorldCat: E39PBJbWBwrtWtXDCXrt7QgqcP